# الإسلام في التشيك

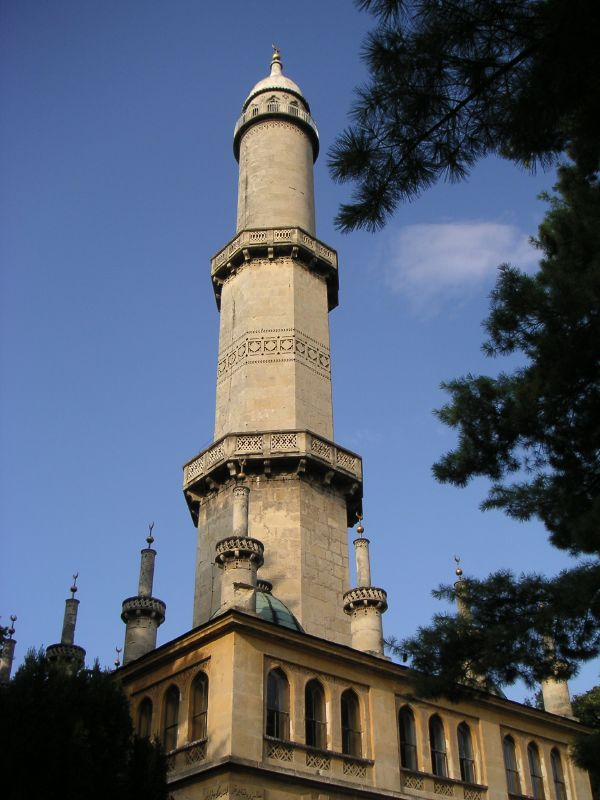
مسجد بLednice

الإسلام في التشيك يقدر عدد المسلمين في التشيك حوالي 20,000 مسلم (أي من نسبة 2.0% من سكان البلاد)، بينما كان عدد المسلمين 495 عام 1991.

## التاريخ
كان الرحالة والتاجر الأندلسي إبراهيم بن يعقوب أول شخص يعرف الإسلام ممن وثق وصولهم خلال عامي 964-965. وقد نُشرت مذكراته لتصبح إحدى أولى السجلات حول منطقة أوروبا الوسطى في العالم الإسلامي.
وصلت سرايا استكشاف الجيش العثماني إلى مورافيا خلال فترة حصاري فيينا. وتطودت الطرق التجارية بين الإمبراطورية النمساوية المجرية والدولة العثمانية خلال القرن التاسع عشر. ولكن عموماً فإن تأثير الإسلام على الثقافة التشيكية ضئيل للغاية.

## الحقبة الحديثة
جعل قانون أقره البلاط الإمبراطوري النمساوي المجري عام 1912 من الإسلام ديانة من ديانات الدولة ما سمح رسمياً بوجوده فيما يُعرف الآن بجمهورية التشيك. تألفت جمعية تدعى (Muslimské náboženské obce pro Československo) عام 1934، وانحلت عام 1949. وفشلت محاولة إنشاء جمعية أخرى عام 1968. تأسس «مركز المجتمعات الإسلامية» (بالتشيكية: Ústředí muslimských náboženských obcí) عام 1991. وافتتح أول مسجد في برنو عام 1998، وافتتح مسجد ثاني في العاصمة براغ خلال السنة التالية. تم تسجيل الإسلام رسمياً عام 2004 في جمهورية التشيك ليصبح بذلك مؤهلاً لتلقي تمويل حكومي كغيره من الأديان الأخرى.
تعود أصول معظم المسلمين التشيكيين إلى تركيا والبوسنة والهرسك الذين وصلوا البلاد خلال مطلع تسعينيات القرن العشرين، وبعضهم جاء من دول الاتحاد السوفيتي السابقة ومعظم هؤلاء من منطقة القوقاز ووصلوا التشيك من أواخر التسعينيات. كما يشكل ذوي الأصول الشرق أوسطية من سوريا ومصر وغيرها من البلدان ممن كانوا قد جاءوا بهدف الدراسة خلال عهد تشيكوسلوفاكيا وبقيوا متخذين من التشيك موطناً لهم. كما بوجد بضعة مئات ممن اعتنقوا الإسلام.